# Blue Collar (film)
Blue Collar is een Amerikaanse film van Paul Schrader uit 1978. Het was zijn regiedebuut.

## Verhaal
De film speelt zich af in Detroit in het hart van de Amerikaanse auto-industrie. De fabrieksarbeiders verdienen net voldoende om de maand mee rond te komen en de eindjes aan elkaar te knopen. Wanneer ze uitzonderlijke uitgaven moeten doen - zoals een beugel voor de kinderen - brengt hen dat in financiële moeilijkheden, hoewel de plaatselijke vakbond een loonsverhoging heeft bedongen.
Drie onder hen - Zeke, Jerry en Smokey - vatten het plan op om de kluis van de lokale vakbond te kraken. De buit bedraagt echter slechts een kleine 600 dollar. De plaatselijke vakbondssecretaris ruikt een kans om geld los te krijgen van de verzekeringsmaatschappij en verklaart dat er ruim 10.000 dollar gestolen is. Zeke had daarnaast ook nog een notitieboekje meegenomen, waarin zaken staan die het daglicht niet kunnen verdragen. Het drietal besluit daarop de vakbondssecretaris te chanteren.
Daarnaast tracht ook de directie van het bedrijf de drie - die tevens hevige vakbondsmilitanten zijn - uit elkaar te spelen. Wanneer Zeke een deal sluit met de vakbondssecretaris, waarbij hij in ruil voor het notitieboekje een baan krijgt aangeboden - overlijdt kort daarop Smokey door een tragisch arbeidsongeval. Jerry voelt zich nu niet meer veilig en vreest voor zijn leven.

## Rolverdeling
| Acteur         | Personage            |
| -------------- | -------------------- |
| Richard Pryor  | Zeke Brown           |
| Harvey Keitel  | Jerry Bartowski      |
| Yaphet Kotto   | Smokey James         |
| Ed Begley, Jr. | Bobby Joe            |
| Harry Bellaver | Eddie Johnson        |
| George Memmoli | Jenkins              |
| Lucy Saroyan   | Arlene Bartowski     |
| Lane Smith     | Clarence Hill        |
| Cliff De Young | John Burrows         |
| Borah Silver   | Dogshit Miller       |
| Chip Fields    | Caroline Brown       |
| Harry Northup  | Hank                 |
| Leonard Gaines | Mr Bird, IRS Man     |
| Milton Selzer  | Sumabitch            |
| Sammy Warren   | Barney               |
| Jimmy Martinez | Charlie T. Hernandez |

## Trivia
Het verhaal gaat dat de drie hoofdrolspelers niet met elkaar overweg konden.